# Ágúst Hlynsson
Ágúst Hlynsson (født 28. marts 2000) er en islandsk professionel fodboldspiller, der spiller for den danske klub AB Gladsaxe.

## Klubkarriere
Hlynsson skiftede til Breidablik Kópavogur i en alder af 12 år. Som 15-årig trænede han fast med førsteholdet. Han fik sin debut for førsteholdet i sommeren 2016, hvor han samtidig scorede. Dermed indtog han rekorden for at score som den yngste spiller for klubben nogensinde. Han nåede han spille fire ligakampe, samt to kampe i UEFA Europa League.
Flere klubber var interesserede i Hlynsson, men den 5. januar 2017 skiftede han til engelske Norwich City FC. Han skrev under på en kontrakt gældende frem til sommeren 2020. Han skulle spille fast med klubbens U/23-hold samt træne med klubbens førstehold.

### Brøndby IF
Den 31. august 2017 skiftede Hlynsson til Superligaen-klubben Brøndby IF. Han scorede i sin første sæson 3 mål i U/19 Ligaen 2018-19.
Han fik sin uofficielle debut for Brøndby IF's førstehold den 13. januar 2018, da han startede inde i træningskamp mod FC Roskilde.
Han forlod Brøndby IF den 24. april 2019, da han ønskede mere spilletid i førsteholdsregi.

### Vikingur
Han skiftede til Knattspyrnufélagið Víkingur den 24. april 2019.